# 具特殊科學價值地點 (英國)

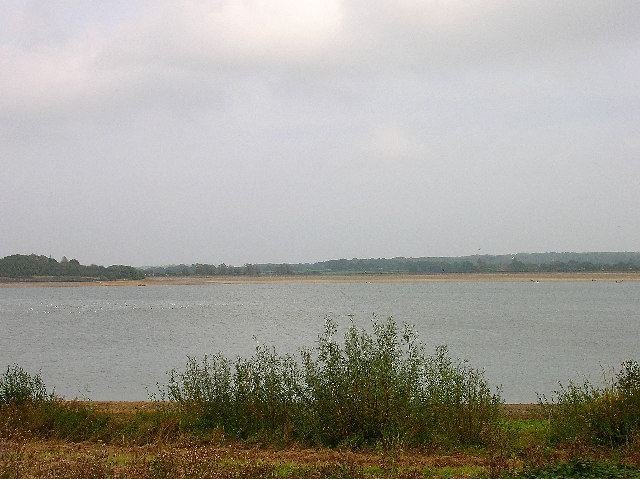
阿靈頓水庫，位處英國東薩塞克斯郡阿靈頓的具特殊科學價值地點，面積99.4公頃（245.6英畝）

具特殊科學價值地點（英語：Site of Special Scientific Interest，簡稱SSSI，英文讀法為「triple-S I」）是英國的自然保護區，英国法律保护和规范两类SSSI：生态SSSI和地质SSSI。